# 왕춘
왕춘은 대한민국의 코메디언, 탤런트 겸 영화배우이다. 쌍라이트 2기의 인물로, 1990년대 중반 조춘과 함께 쌍라이트의 멤버로 활동하였다.

## 같이 보기
- 조춘
- 김유행
- 유머1번지
- 송경철
- 심형래
- 박용식